# ريج جان بايدج
ريج جان بايدج هو ممثل بريطاني ولد في لندن.